# Fairbanks Gold Rush

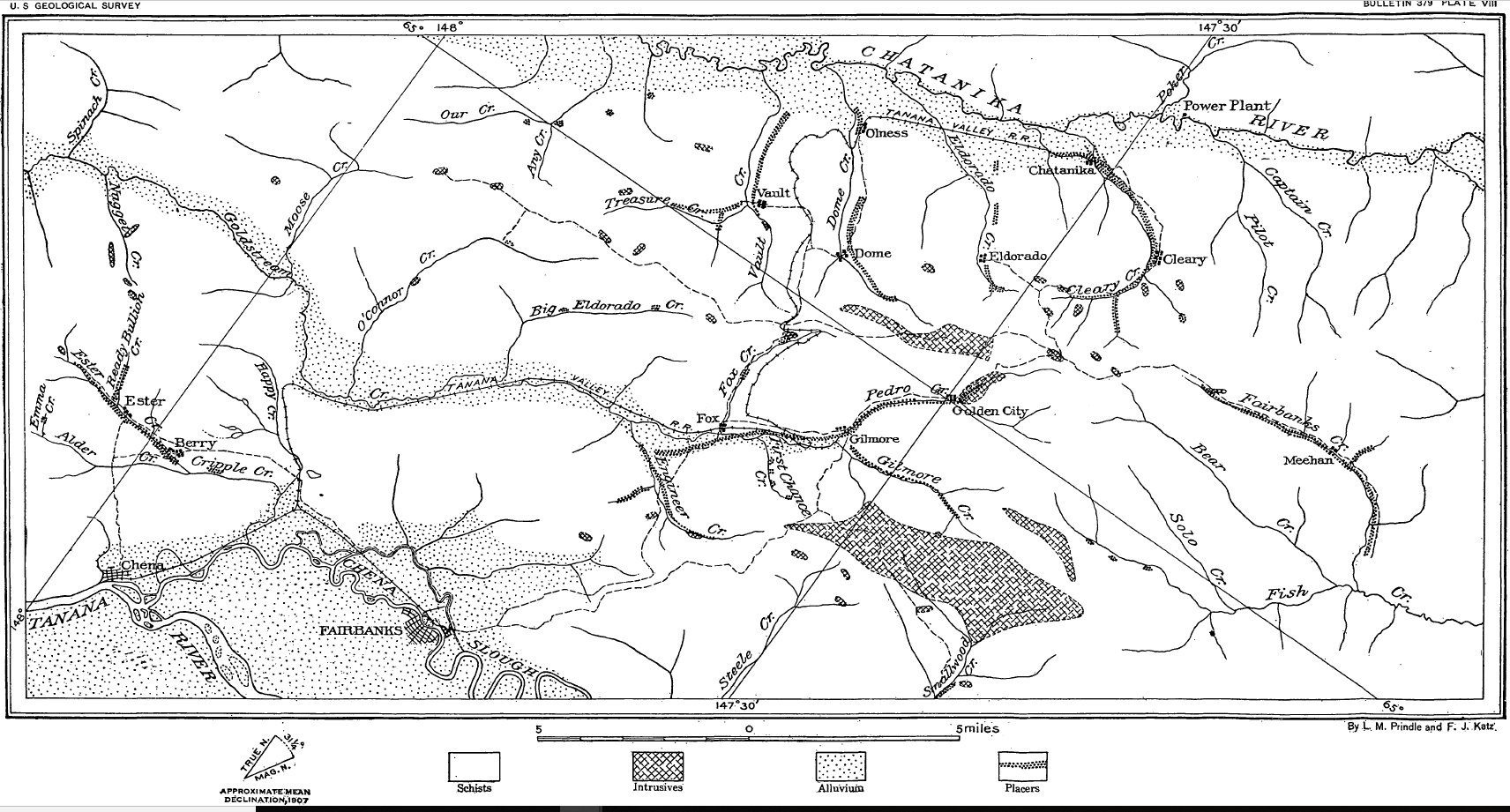
Geologische Karte des Fairbanks Distrikts

Der Fairbanks Gold Rush war ein Goldrausch, der in den frühen 1900er Jahren in Fairbanks Alaska in den Vereinigten Staaten stattfand. Fairbanks war eine Stadt, die zu Beginn des 20. Jahrhunderts weitgehend auf der Leidenschaft des Goldrauschs aufgebaut wurde. In und um das heutige Fairbanks florieren weiterhin Entdeckungen und Explorationen.

## Geschichte

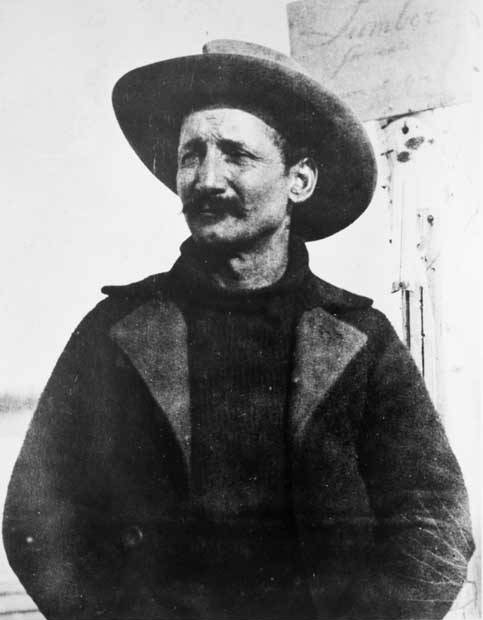
Felice Pedronini (alias Felix Pedro)

Felice Pedronini verbrachte Jahre mit der Suche nach Gold. Er versuchte, in den Bächen und Tälern des Tanana Valleys, wo Fairbanks seinen Anfang nahm, Gold zu finden, bevor es zum “Amerikanischen Klondike” wurde. Ein Händler und Goldsucher namens Elbridge Truman Barnette (1863–1933) und seine Frau Isabelle, sowie fünf Arbeiter und 130 Tonnen Vorräte befanden sich am 26. August 1901 an Bord des Flussdampfers Lavelle Young, um in Tanacross am Tanana River einen Handelsposten einzurichten. Niedrigwasser stoppte die Reise, bevor Barnette sein Ziel erreichen konnte. Der Miteigentümer der Lavelle Young, Kapitän Charles W. Adams, fuhr stattdessen in den Chena River, einem Nebenfluss des Tanana River, ein, wo flaches Wasser das Schiff stoppte und Adams sich weigerte, weiter zu fahren, so dass sich die Barnettes dort niederließen.

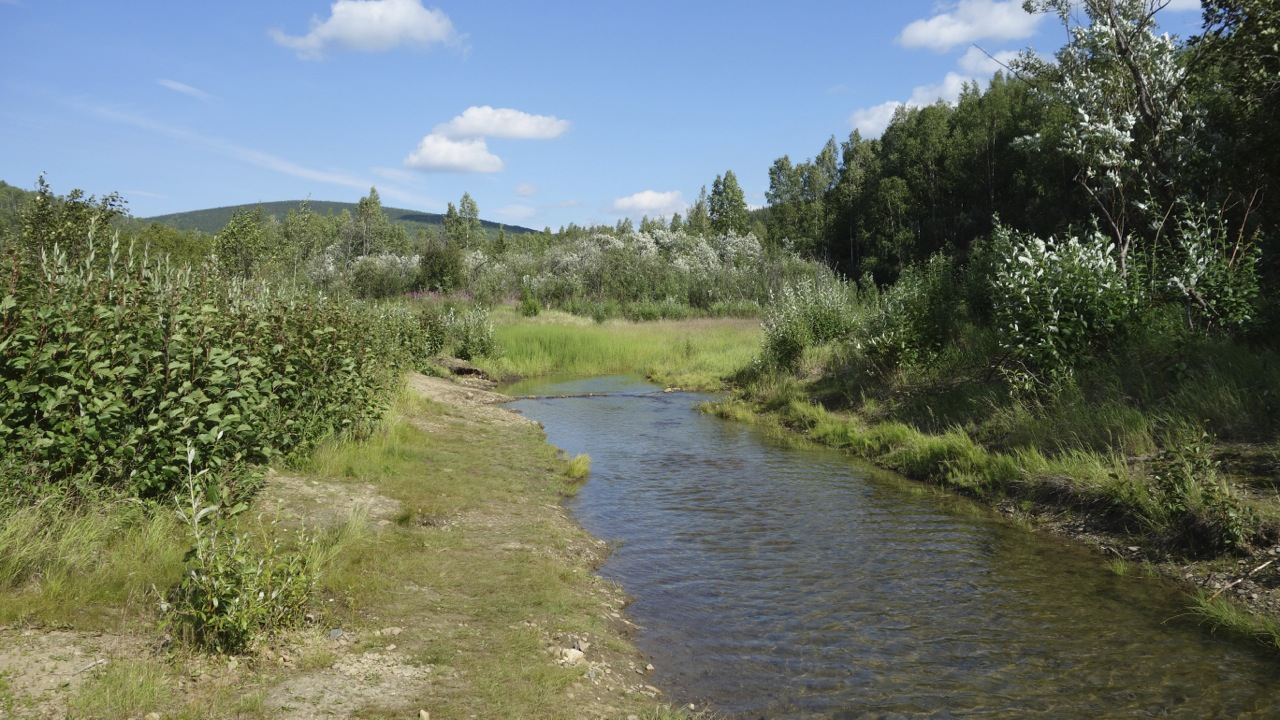
Pedro Creek in Tanana, Alaska

Am 22. Juli 1902 entdeckte Pedro (so sein hispanisierter Name in Amerika) nördlich von Fairbanks, am heute als Pedro Creek bekannten Bachlauf, in der Region Alaska Interior Gold, was den Beginn des Goldrauschs in Fairbanks und einen Massenansturm auslöste. Barnette schickte den japanischen Einwanderer Jujiro Wada (1872/5–1937) aus der Präfektur Ehime auf der Insel Shikoku nach Dawson City, um die Nachricht zu verbreiten, dass Gold gefunden worden war, damit Barnette einen Markt für seine Waren schaffen konnte. Nachdem Wada die Nachricht über die Entdeckung des Goldes verbreitet hatte, reisten viele Minenarbeiter, die nicht bereits zum Nome Gold Rush in Nome (Alaska) aufgebrochen waren, nach Fairbanks. Die Goldschürfer fanden bald Arbeit für Barnette – indem sie in Fairbanks Gold für ihn suchten, schürften und  es in Spülrinnen auswuschen.
Am 22. Juli 1910, etwa acht Jahre, nachdem er nördlich von Fairbanks Gold entdeckt hatte, starb Felix Pedro im St. Joseph’s Hospital in Fairbanks an einem scheinbaren Herzinfarkt. Pedros Geschäftspartner Vincenzo Gambiani hegte jedoch Zweifel an dieser Aussage und behauptet stattdessen, dass die Witwe des Verstorbenen ihn vergiftet hätte, da er nie vorher Probleme mit dem Herzen gehabt hätte. Nach einer Exhumierung am 12. Oktober 1972 und Überführung nach Italien, fanden sich die Vermutungen nach einer Autopsie und einer Haarprobe bestätigt, dass Pedroni 1910 ermordet worden ist.
Der Goldrausch in Alaska fand 1911 ein Ende. Das verbliebene Gold lag tief unter der gefrorenen Oberfläche des Landesinneren verborgen. Um das Gold zu bergen, musste die Erdoberfläche aufgetaut, entfernt und durch eine Waschanlage gereinigt werden. Um dies zu erreichen, waren viel Geld und eine noch größere Ausrüstung erforderlich. Die Fairbanks Exploration Company kaufte Claims in einem Gebiet von 30 mal 50 km auf und schaffte in den 1920er Jahren mit der Alaska Railroad Goldbagger heran. Die Bagger beherrschten die Region über 30 Jahre lang und förderten 3,5 Millionen Unzen Gold, was einem heutigen Wert (Stand Juli 2020) von ca. 5,5 Milliarden Euro entspricht. Die Bevölkerung von Fairbanks stieg von 1.155 im Jahr 1920 auf 2.101 im Jahr 1930. Ira B. Harkey (1918–2006) wies darauf hin: „Als die Bagger ihre Arbeit beendeten, schrumpfte Fairbanks erneut. Die Bagger verblieben an den Stellen, an denen sie ihre letzten Bisse gekaut hatten, perfekt erhalten in der trockenen arktischen Luft, wollige Mammuts für spätere Zeitalter.“